# Lachesis
Lachesis a fost una din ursitoarele mitologiei grecești (Moirae) ce trăgea din fuior câte un fir ce reprezenta viața fiecăruia.